# Alphonse Bilé
Pour les articles homonymes, voir Bilé (homonymie).
Alphonse Bilé, né le 31 mai 1950 à Abidjan est un joueur et dirigeant de basket-ball de ivoirien. Actif dans les années 1970-1980, durant lesquelles il a évolué au poste de meneur de jeu, il est devenu ensuite secrétaire général de la FIBA Afrique depuis 2001[Quand ?].